# Feketéllő farkasfog
A feketéllő farkasfog (Bidens frondosa) az őszirózsafélék családjába tartozó, észak-amerikai eredetű, inváziós növényfaj.

## Megjelenése
A feketéllő farkasfog 10–100 (ritkán 150) cm magas, lágyszárú, egynyári növény. Dúsan elágazó karógyökere legalább 20 cm-re hatol a talajba. Szára egyenesen felálló, elágazó; felülete zöld, de a napfénynek kitett részeken vörösesen, sőt feketésen elszíneződik. Keresztben átellenes állású, hosszú nyelű levelei 3-5 tagból állnak, a levélkék lándzsás vagy tojásdad-lándzsás formájúak, élük durván fűrészes, fonákjuk esetleg finoman szőrös. Ősszel sötétvörösre színeződik.
Júliustól szeptemberig virágzik. Fészekvirágzata nem feltűnő, 1–2 cm átmérőjű, sziromszerű sugárvirágai egyáltalán nincsenek, csak sárga csöves virágokból áll. A virágzatot 5–10 (leggyakrabban 8), a fészektől alig hosszabb fészekpikkely veszi körbe. A fészket nagyméretű murvalevelek veszik körül.
Termése 5–8 mm-es, barna, ék alakú kaszat. Felülete tüskés-érdes, csúcsán két horgas szálka található.
Hasonló faj a subás farkasfog (Bidens tripartita), de annak szára kevésbé vörösödik, fészekpikkelyei jóval túlnyúlnak a virágzaton, termése csak az élein érdes és három horog található rajta. A bókoló farkasfog (Bidens cernua) virágzata bókol, lehetnek sziromszerű sugárvirágai, termésén 3-4 horog látható. A feketéllő és subás farkasfognak Franciaországban leírták a hibridjét is (B. ×garumnae).

## Elterjedése
Észak-Amerika mérsékelt övi zónájában őshonos növény. Behurcolták Európába, Koreába, Japánba és Új-Zélandra; egy-egy helyen Szaúd-Arábiában, Sao Tomén és Tajvanon is megjelent.
Magyarországon először 1967-ben észlelték Visegrádnál a Duna-parton, majd röviddel később Tiszafürednél. Mára a Duna-Tisza köze és a Nyírség kivételével az egész országban elterjedt, különösen a Nyugat-Dunántúlon és a Tisza mentén gyakori.

## Életciklusa
Vízparti gyom- és iszaptársulásokban fordul elő, a középhegységekbe is a vízfolyások mentén hatol be. Napfényigényes, a teljes árnyékolást nehezen viseli. Nedvességkedvelő. Tűri az elárasztást vagy a rövidebb ideig tartó pangó vizet is, de az aszályt nem. A nedves, tápanyagban gazdag, humuszos, semleges vagy kissé savanyú kémhatású iszap-, agyag- vagy vályogtalajokat részesíti előnyben. Nem sótűrő. A nyár közepén-végén virágzik, terméseit folyamatosan érleli. A termések a vízen úszva vagy állatok bundájába ragadva is képesek terjedni.

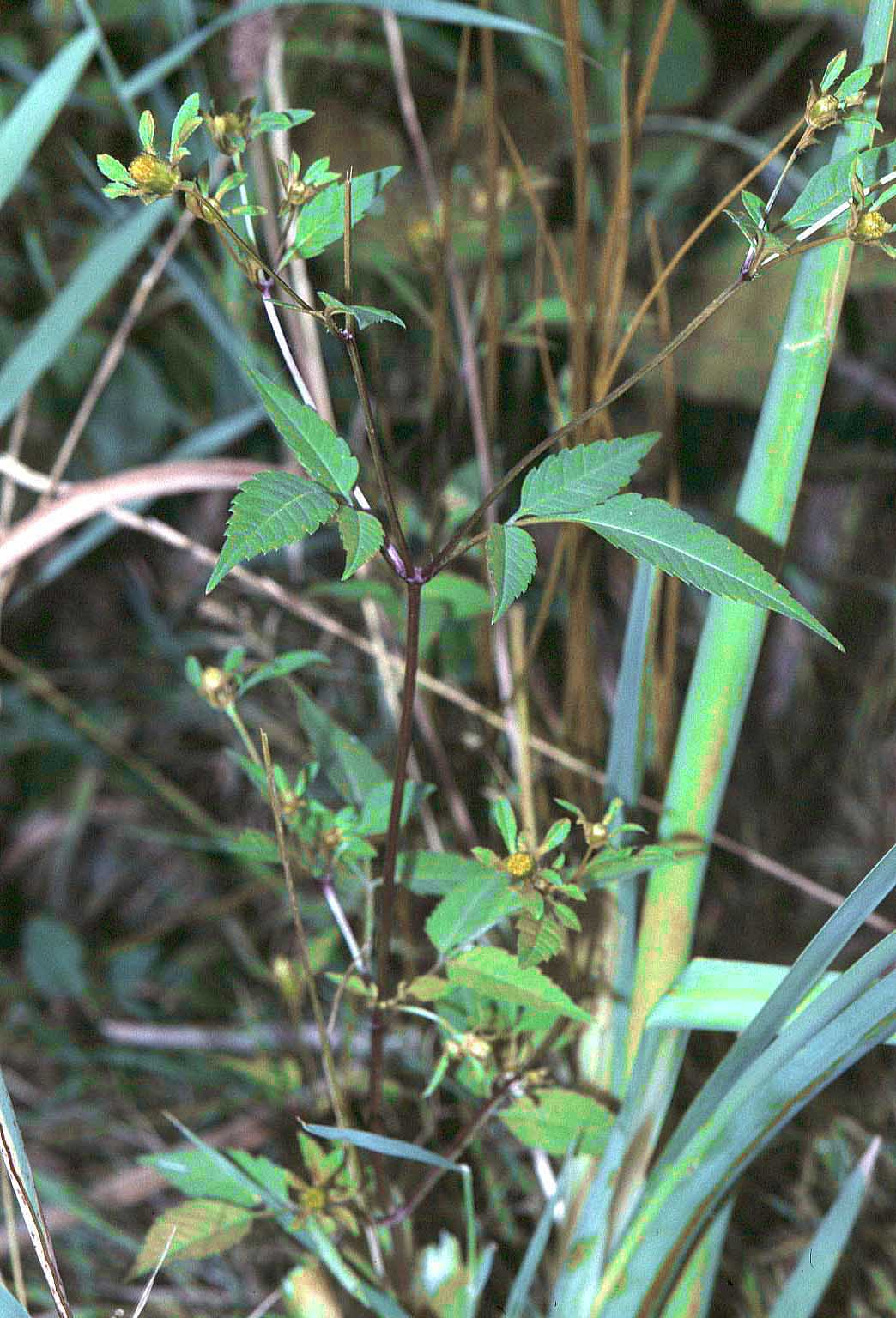
Habitusa
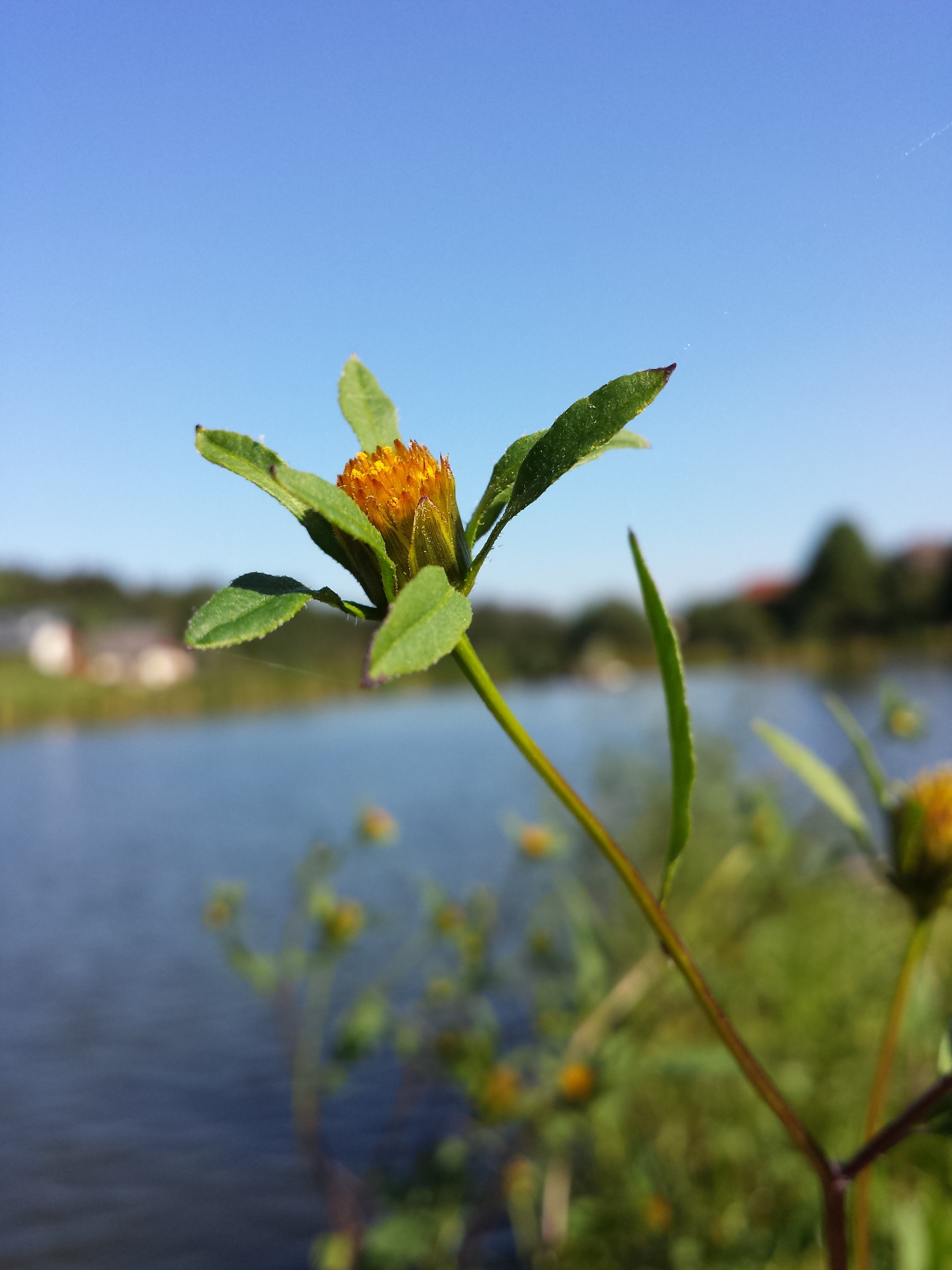
Virága
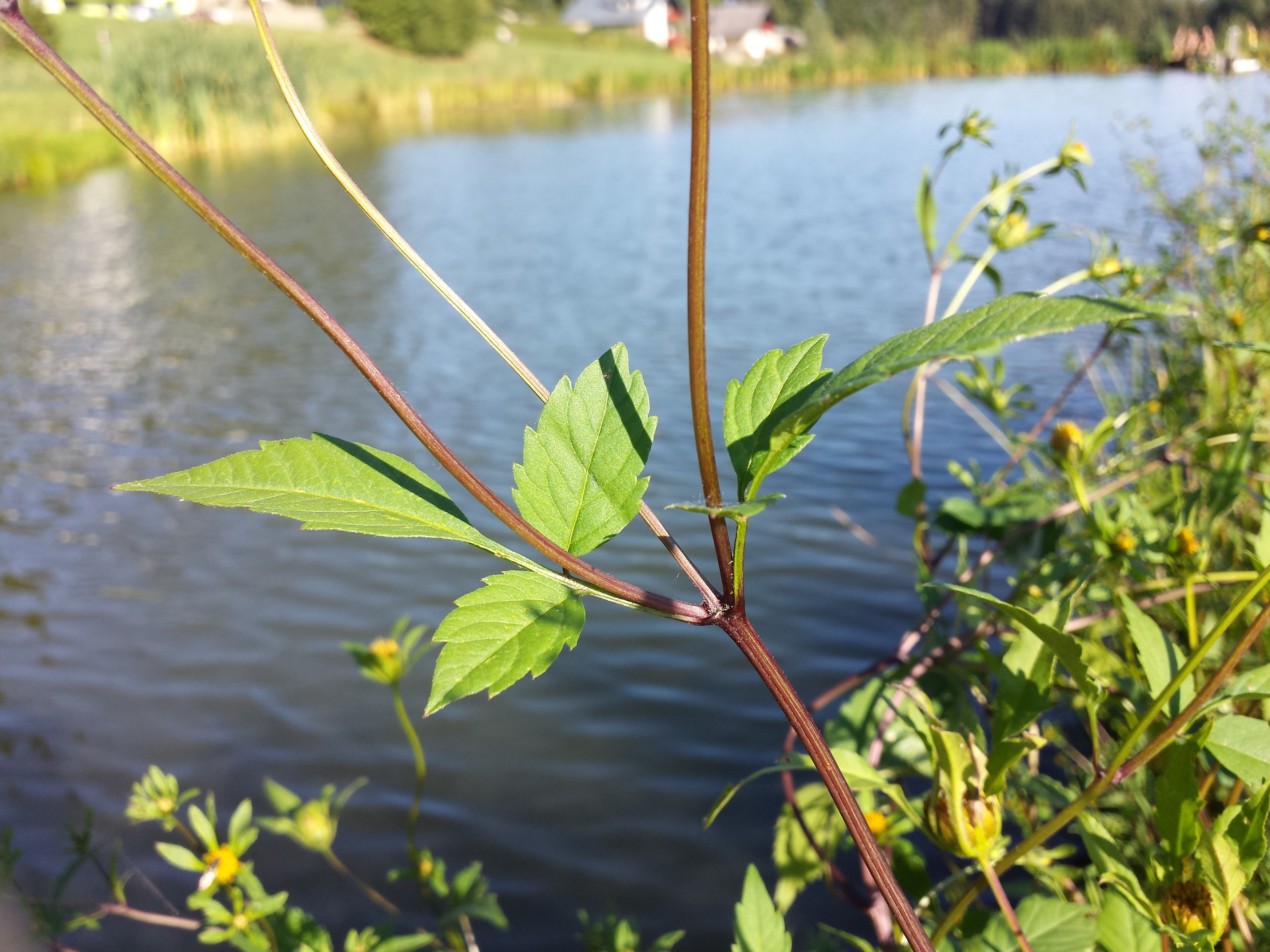
Levelei
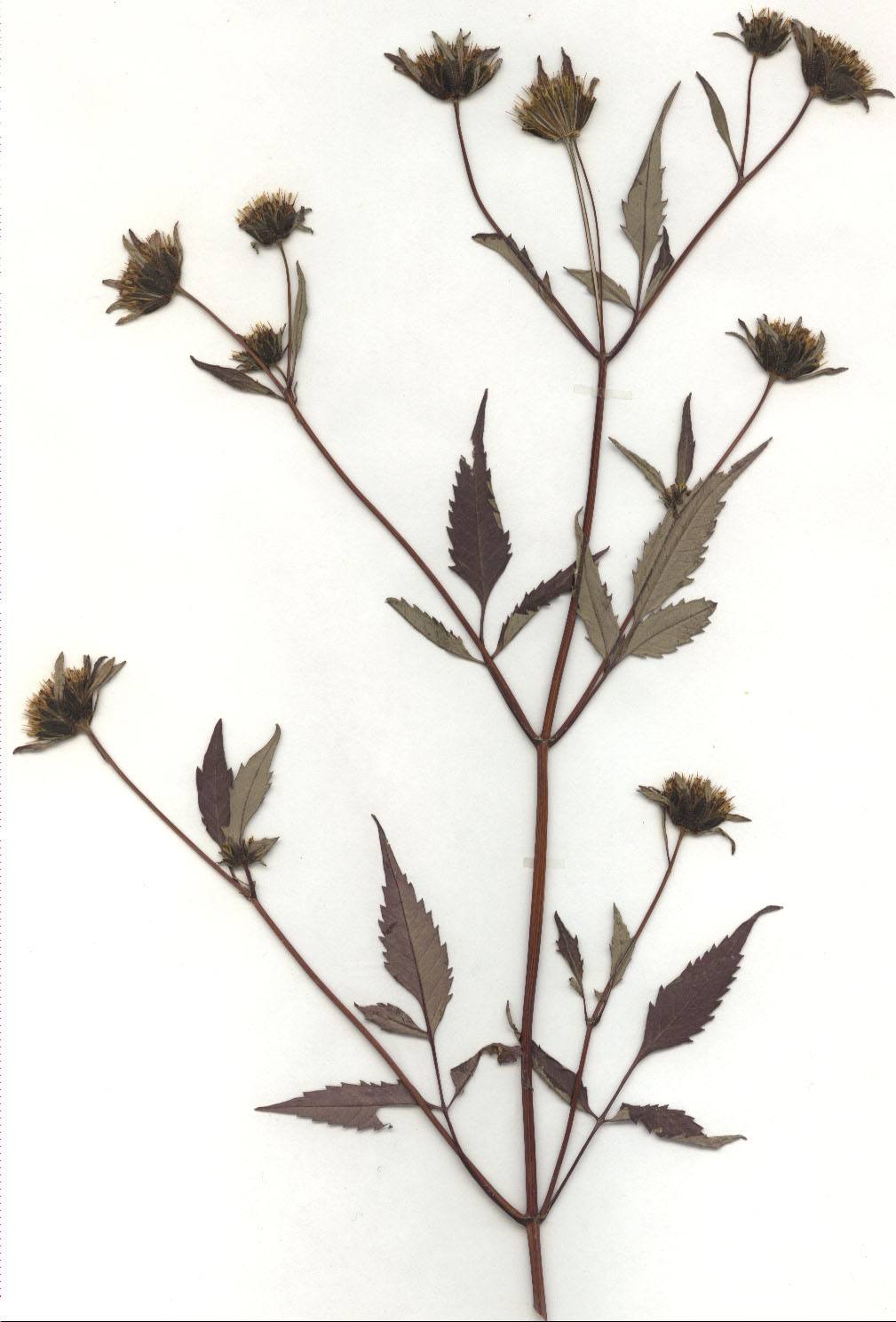
Herbáriumi példány